# Alişar
Alişar is een dorpje van 200 inwoners in de provincie Yozgat, Turkije vlak bij een belangrijke archeologische vindplaats die Alişar Höyük genoemd wordt. De naam Alışar wordt wel toegeschreven aan een Turks stamhoofd Ali-Şir Bey.